# Valvestino
Valvestino är en kommun i provinsen Brescia i regionen Lombardiet i Italien. Kommunen hade 179 invånare (2018).